# Rally de Ourense de 2016
El Rally de Ourense de 2016 fue la 49.ª edición y la sexta ronda de la temporada 2016 del Campeonato de España de Rally. Se celebró del 17 de junio al 18 de junio y contó con un itinerario de once tramos sobre asfalto que suman un total de 210,15 km cronometrados entre los 565,13 km del recorrido total. 
Cristian García Martínez se hacía con la victoria de principio a fin, en una prueba en la que llegaba líder del campeonato , con su Lancer Evo X del equipo de Mitsubishi Repsol. 

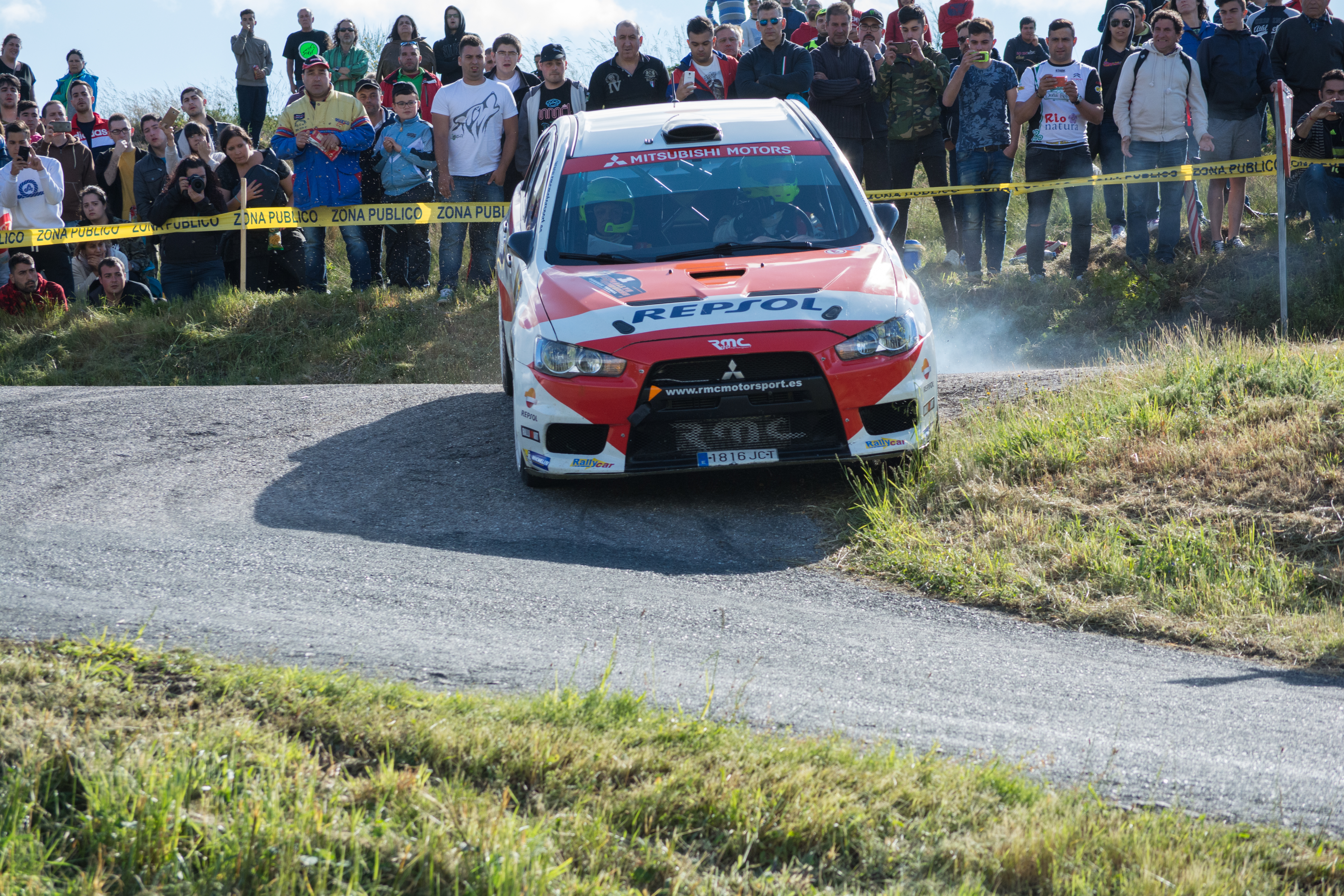
Cristian García y Rebeca Liso en la TC9

La Copa Suzuki Swift era para Efrén Llarena-Sara Fernández y en la Dacia Sandero Rallye Cup el triunfo correspondía a Javier Bouza-Iván Bouza. El Trofeo de la Fundación Estanislao Reverter al mejor en la categoría de Históricos era para Javier López-Adriana Gómez (Ford Escort RS 2000 MKII).

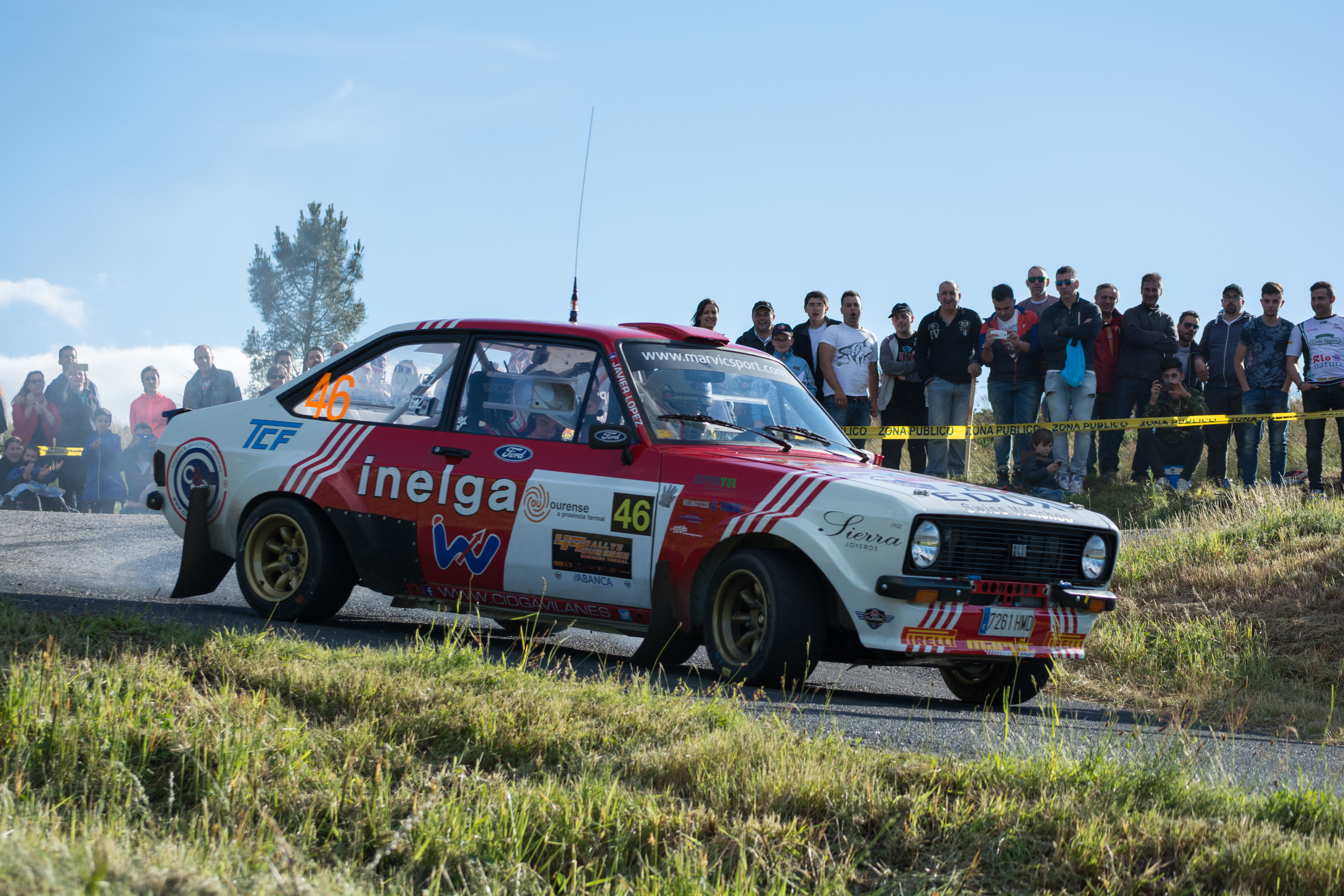
Javier López y Adriana Gómez en la TC9

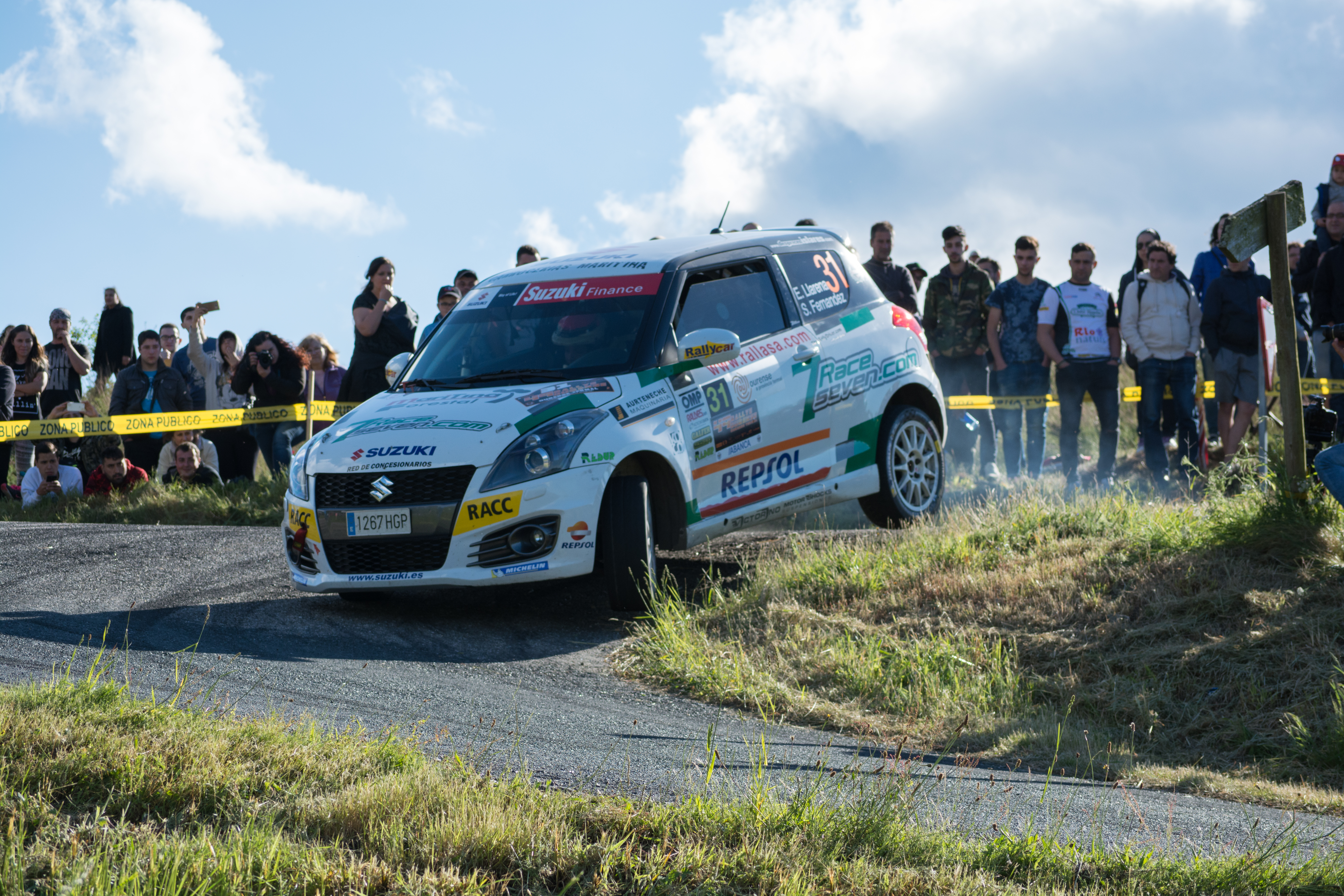
Efrén Llanera y Sara Fernández en la TC9

En el resto de categorías, Adrián Díaz-Andrea Lamas (Suzuki Swift S1600) vencían en Dos Ruedas Motrices de tracción delantera, mientras que Esteban Vallín-Borja Odriozola (Opel Adam R2) se imponían en R2. Ángel Paniceres-Francisco Javier Álvarez (Opel Adam R2) eran los mejores en la Junior. En las copas monomarca Fran Cima y Diego Sanjuán se adjudicaban la Clio R3T European Trophy.

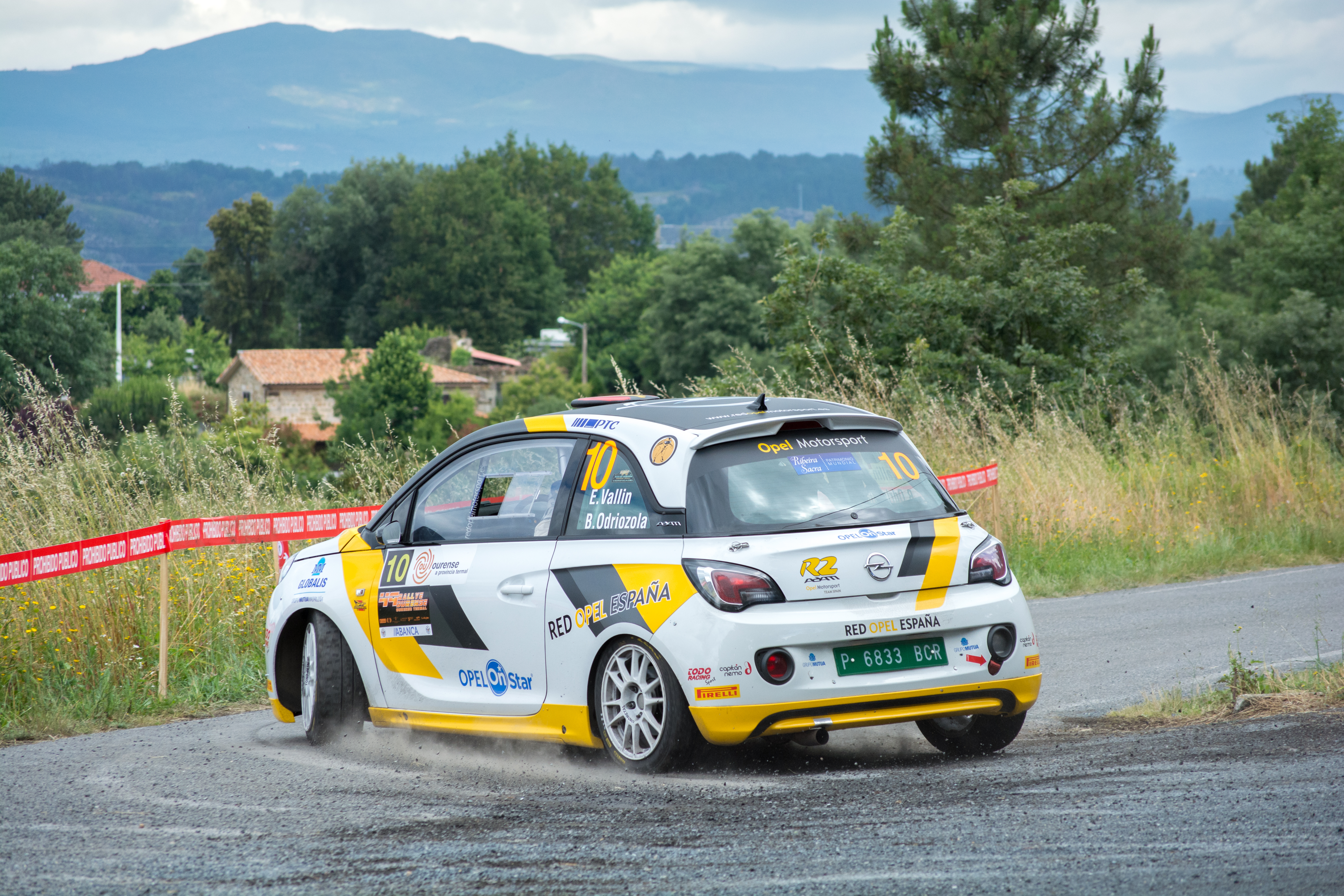
Esteban Vallín y Borja Odriozola en la TC5

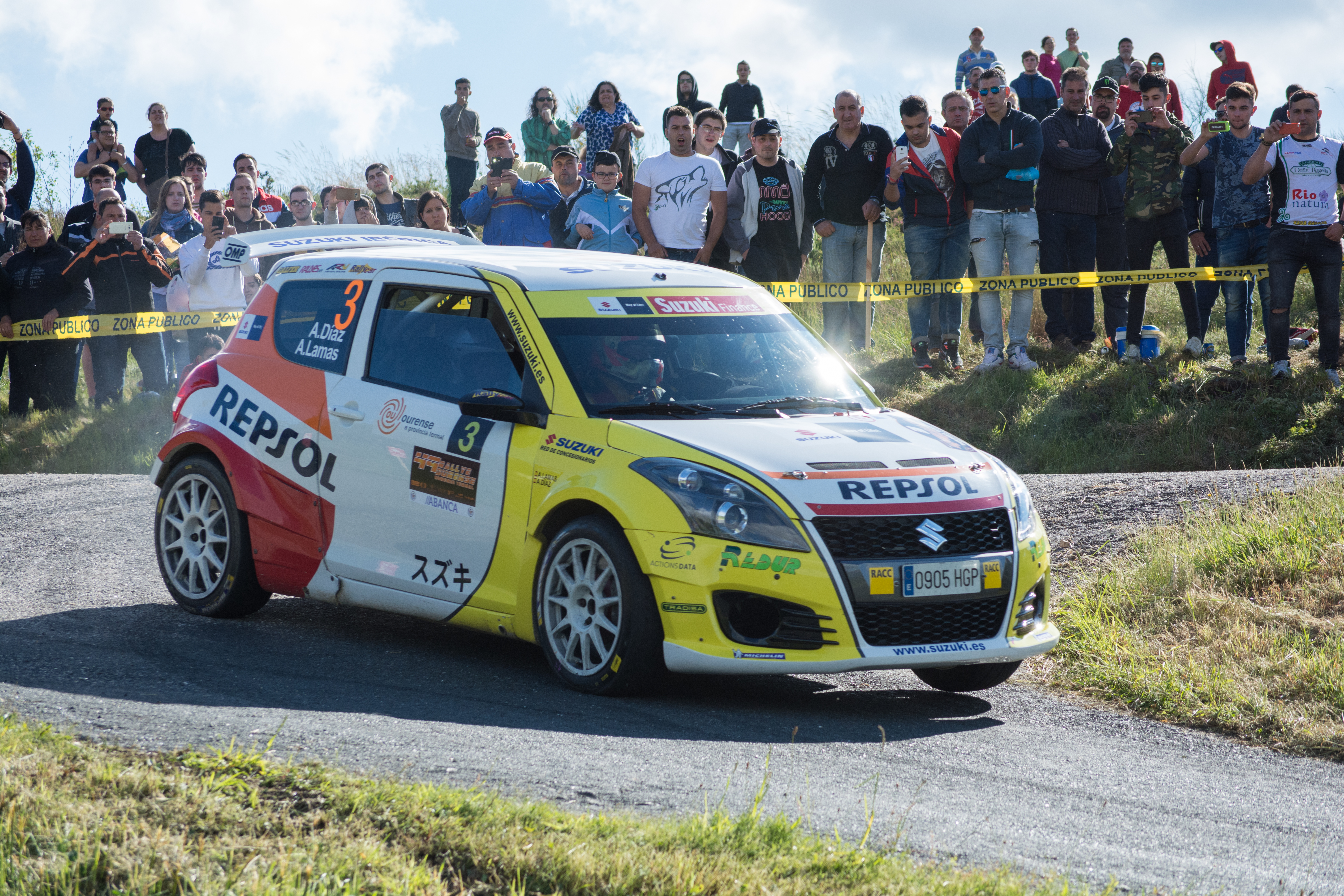
Adrián Díaz y Andrea Lamas en la TC9

## Inscripción
La lista de inscritos ha llegado hasta las 89 participantes, número que no se llegaba desde el año 2003, con 87 inscritos.
El lucense Pedro Burgo volvió a competir con el Porsche 911 GT3 2010 con el que comenzó la temporada, tras dos rallyes consecutivos con el Peugeot 208 T16 R5 del ACSM Rallye Team. El asturiano Jonathan Pérez Suárez con el Ford Fiesta R5, el lucense Sergio Vallejo  con su Citroën DS3 R5 o el coruñés Iván Ares, que de nuevo regresa con el Porsche 911 GT3 2010 al igual que en Ferrol. 

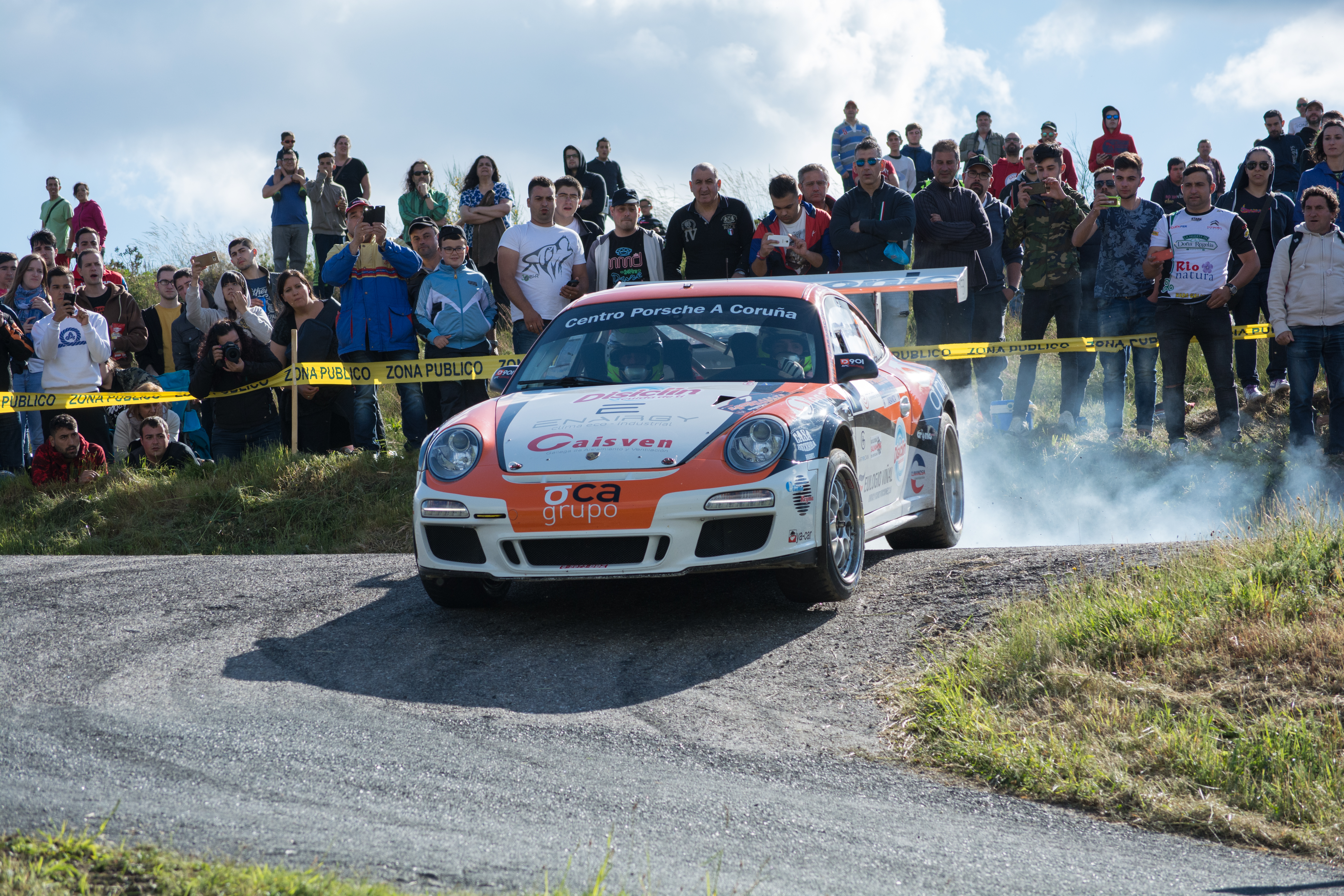
Iván Ares y Jose Pintor en la TC9

Este año, no participó Miguel Ángel Fuster que con sus últimas victorias, llevaba ya seis, amenazaba con igualar las siete de Jesús Puras. Gorka Antxustegi debuta con el Suzuki Swift R+, encuadrado en el Grupo N5 que se ha implantando este año en el campeonato. En la categoría de los R2, con Esteban Vallín con el Opel Adam R2 como líder provisional seguido por su compañero de equipo Ángel Paniceres y Roberto Blach  con el Peugeot 208 VTi R2. En esta ocasión en la Clio R3T European Trophy solamente figuraron inscritos los pilotos españoles, Surhayén Pernía, que es el líder provisional, y Fran Cima, al no acudir los dos pilotos de Portugal, Gil Antunes y João Correia. En la Copa Suzuki Swift, estaba como líder provisional Fernando Rico entre los trece equipos inscritos. En la Dacia Sandero Rallye Cup hubo 12 coches, cuya clasificación provisional estaba encabezada por el gallego Javier Bouza.

## Desarrollo

### Día 1

#### TC 1
En el tramo espectáculo tomaron la salida 82 vehículos de los 89 inscritos, el orden de salida en esta ocasión se hizo a la inversa, saliendo en último lugar el número 1 Cristian García.

### Día 2

#### TC 2
La carreta tenía zonas muy sucias, alternando partes húmedas y zonas secas. La mayoría de los pilotos eligieron neumáticos de seco duros.

#### TC 3
Accidentado tramo el de Tóen-Castrelo donde Yonatan Pérez tuvo que abandonar por accidente al salirse su Ford Fiesta R5. También debido a un accidente se ha neutralizado el tramo a partir del número del número 81 por una salida de pista.
El líder de la prueba Cristian García sufría un pinchazo, perdiendo segundos, aunque se mantenía líder de la prueba.

#### TC 4
Iván Ares y Pedro Burgo tenían problemas con el autoblocante de su Porsche, mientras que el equipo de Mitsubishi Repsol hacía doblete con Alberto Monarri marcando el segundo mejor tiempo.

#### TC 5
Alberto Monarri pierda 12:12.4, que lo hacen bajar de la segunda a la sexta posición.

#### TC 6
Iván Ares se hace con el mejor tiempo, tras Cristian García Martínez, Burgo y Monarri.

#### TC 7
Alejandro Pais abandonaba por avería, mientras que Cima superaba a Adrián Díaz en dos ruedas motrices.

#### TC 8
A pesar de ser el tramo más largo de la prueba con 32 km, las diferencias fueron mínimas. Pedro Burgo supera a Iván Ares, y se coloca segunda en la general.
Adrián Díaz recupera la primera posición en dos ruedas motrices.

#### TC 9
Iván Ares marca el mejor tiempo, recuperando 9,9 segundos a Cristian García Martínez, que conserva su ventaja.

#### TC 10
Gorka Antxustegi marcaba el sexto mejor tiempo por segunda vez consecutiva para remontar puestos, tras los problemas de la mañana, que le hacía bajar a la 44.ª posición. Se neutralizaba por la salida de pista de Roberto Rodríguez y Alba Rodríguez.
En las copas monomarca Fran Cima y Diego Sanjuán adelantaban en la clasificación a Surhayén Pernía en la Clio R3T European Trophy.

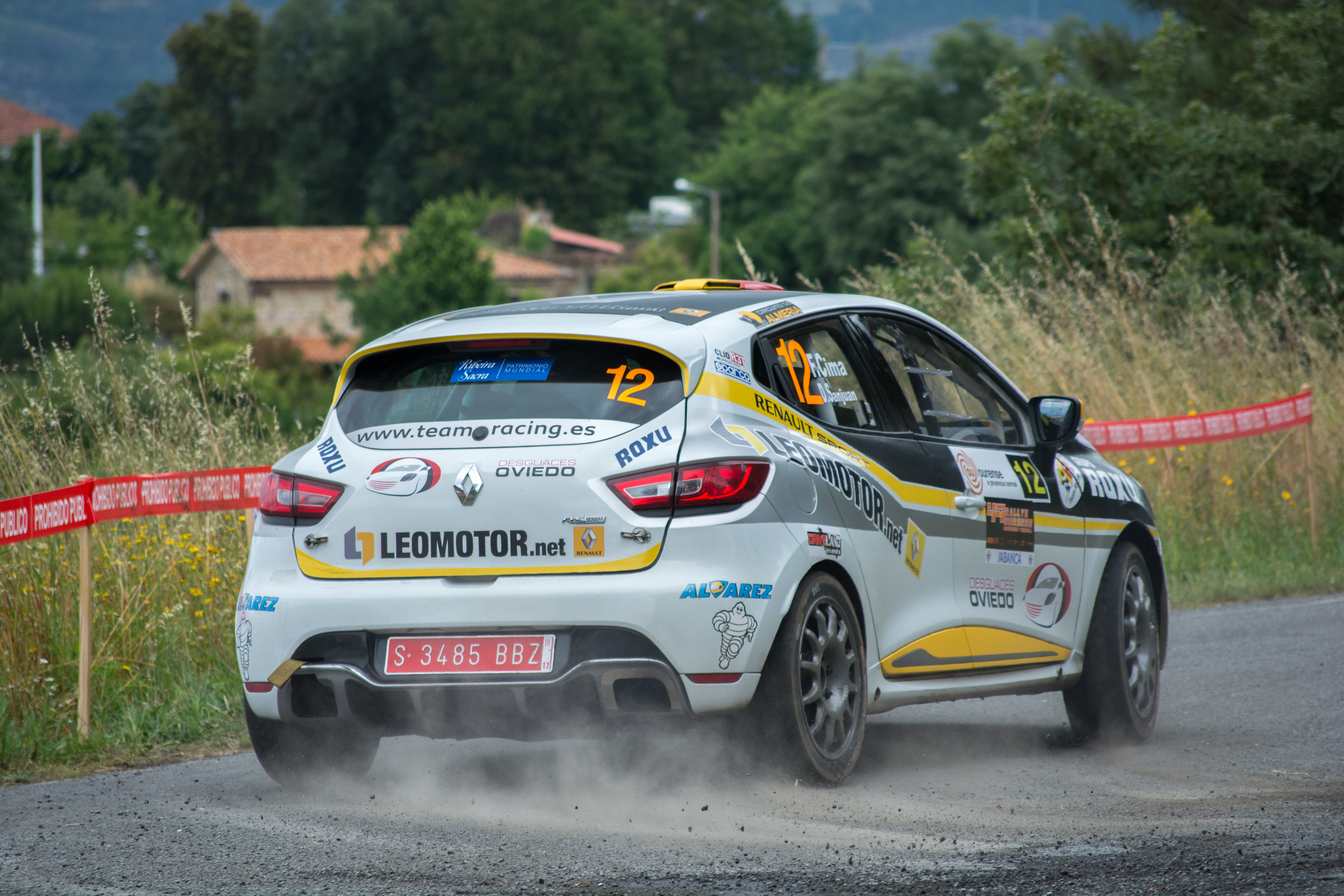
Francisco Cima y Diego Sanjuan en la TC5

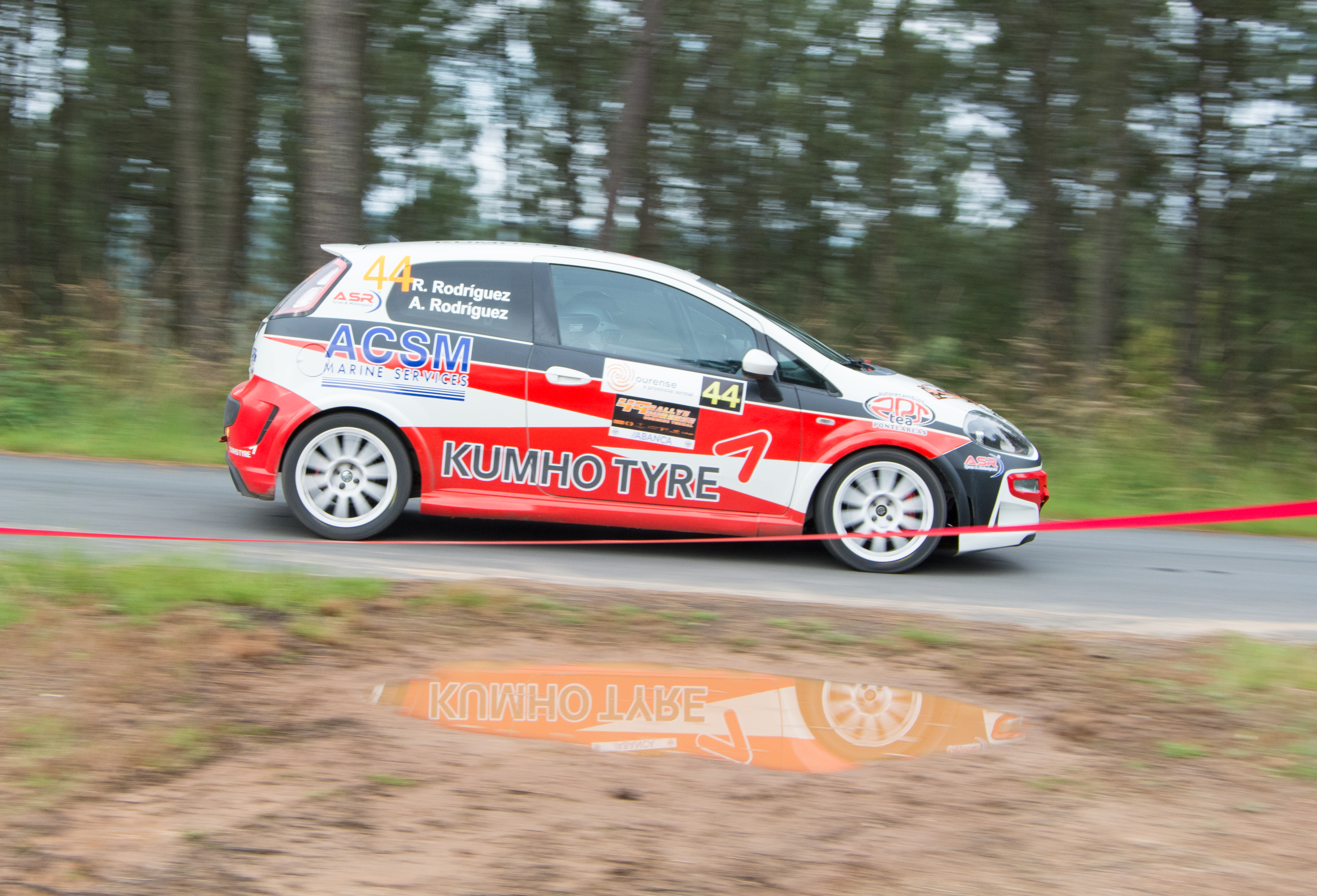
Roberto Rodríguez y Alaba Rodríguez en la TC3

#### TC 11
Pedro Burgo logra recortar 5,4 segundos a Iván Ares, se no son suficientes, y se queda a 7 segundos del segundo puesto. Cristian García Martínez asegura, y se hace con la victoria. Se neutralizaba por la salida de pista de Adrián Chávez.

## Tramos
El tramo de Cañón do Sil volvió a contar en el itinerario de este rally, donde se incluyó por primera vez, con la mayor parte de su configuración actual, en el año 1990 y que este año llegó a los 32 km, algo que nunca había sucedido en este rally, donde el tramo más largo que habían tenido era el de San Pedro de Rocas con 28,54 km en el año 2007, 2008 y 2009.
La novedad es el tramo de Maceda donde el primer kilómetro se desarrolla en el casco urbano.

## Retransmisión
Esta edición contó con la retransmisión en directo, algo que no había sucedido en un Rallye del Campeonato de España.

## Shakedown
Se celebró en la mítica subida a Castro de Beiro donde los pilotos prioritarios probaron sus máquinas durante media hora. Pasada esta hora todos los pilotos hicieron sus comprobaciones.
Hicieron este test entre otros: Sergio Vallejo, Iván Ares, Pedro Burgo, Jonathan Pérez, así como los pilotos oficiales de Opel, Ángel Paniceres y Esteban Vallín.
Los pilotos de Mitsubishi Repsol, Cristian García y Alberto Monarri no salieron a disputar el Shakedown.

## Itinerario
| Día   | Tramo | Nombre                         | Distancia | Hora     | Ganador                  | Tiempo  | Finalizados | Líder rally              |
| ----- | ----- | ------------------------------ | --------- | -------- | ------------------------ | ------- | ----------- | ------------------------ |
| Día 1 | TC 01 | San Cibrao (Tramo Espectáculo) | 3,330 km  | 19:30 h. | Cristian García Martínez | 2:46.0  | 82          | Cristian García Martínez |
| Día 2 | TC 02 | A Peroxa                       | 27,510 km | 08:00 h. | Cristian García Martínez | 18:01.0 | 77          | Cristian García Martínez |
| Día 2 | TC 03 | Toén - Castrelo                | 15,000 km | 19:05 h. | Iván Ares                | 9:15.1  | 71          | Cristian García Martínez |
| Día 2 | TC 04 | A Peroxa                       | 27,510 km | 10:55 h. | Cristian García Martínez | 17:51.9 | 70          | Cristian García Martínez |
| Día 2 | TC 05 | Toén - Castrelo                | 15,000 km | 12:00 h. | Cristian García Martínez | 9:06.5  | 69          | Cristian García Martínez |
| Día 2 | TC 06 | Esgos                          | 15,420 km | 15:00 h. | Iván Ares                | 9:29.7  | 65          | Cristian García Martínez |
| Día 2 | TC 07 | Maceda                         | 13,420 km | 15:30 h. | Cristian García Martínez | 8:25.7  | 64          | Cristian García Martínez |
| Día 2 | TC 08 | Cañón do Sil                   | 32,00 km  | 16:10 h  | Cristian García Martínez | 19:49.7 | 60          | Cristian García Martínez |
| Día 2 | TC 09 | Esgos                          | 15,420 km | 18:50 h  | Iván Ares                | 9:29.5  | 59          | Cristian García Martínez |
| Día 2 | TC 10 | Maceda                         | 13,420 km | 19:20 h. | Iván Ares                | 8:22.6  | 58          | Cristian García Martínez |
| Día 2 | TC 11 | Cañón do Sil                   | 32,00 km  | 20:00 h. | Pedro Burgo              | 19:54.2 | 57          | Cristian García Martínez |

## Clasificación final

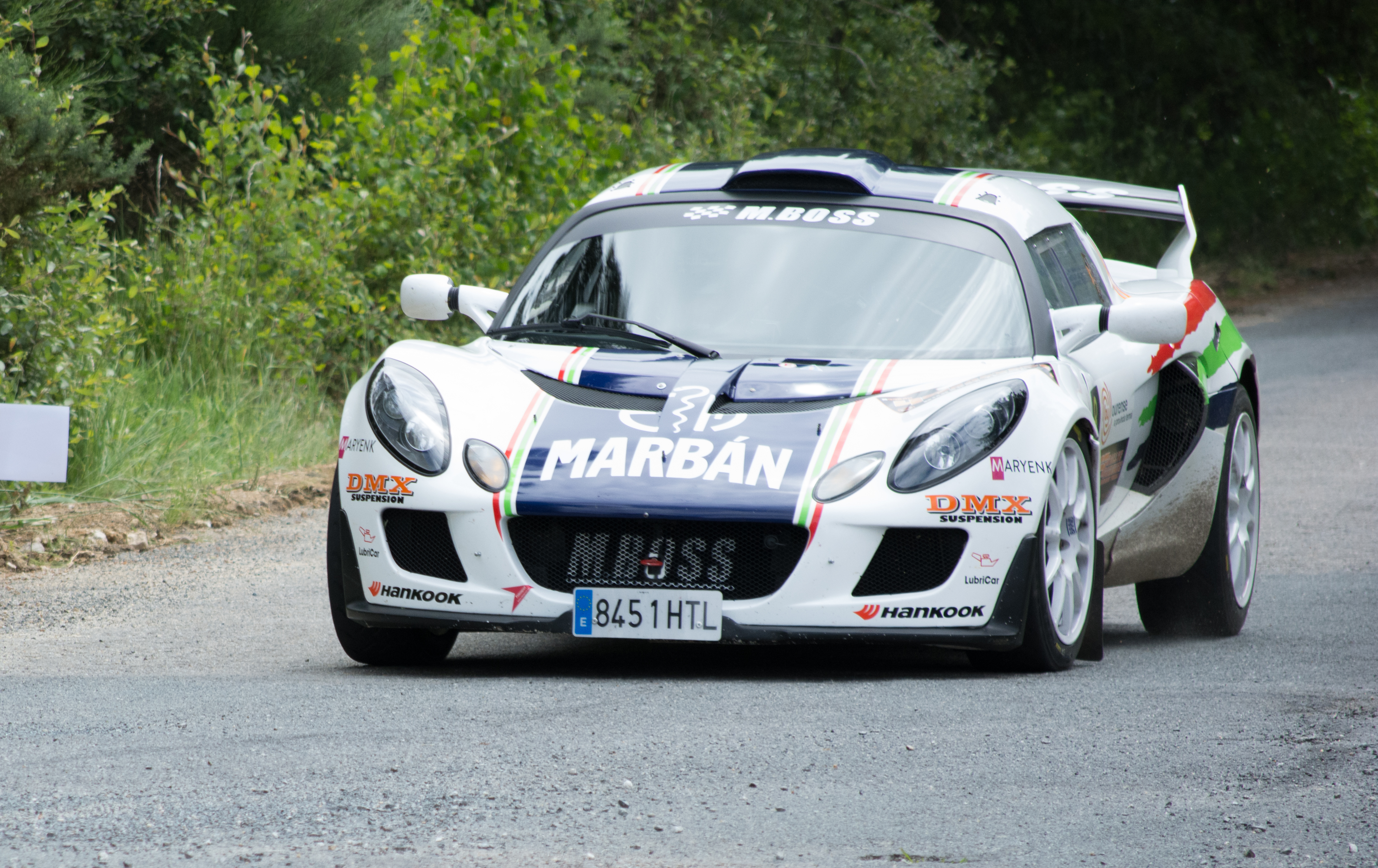
Daniel Marban y Daniel Marban

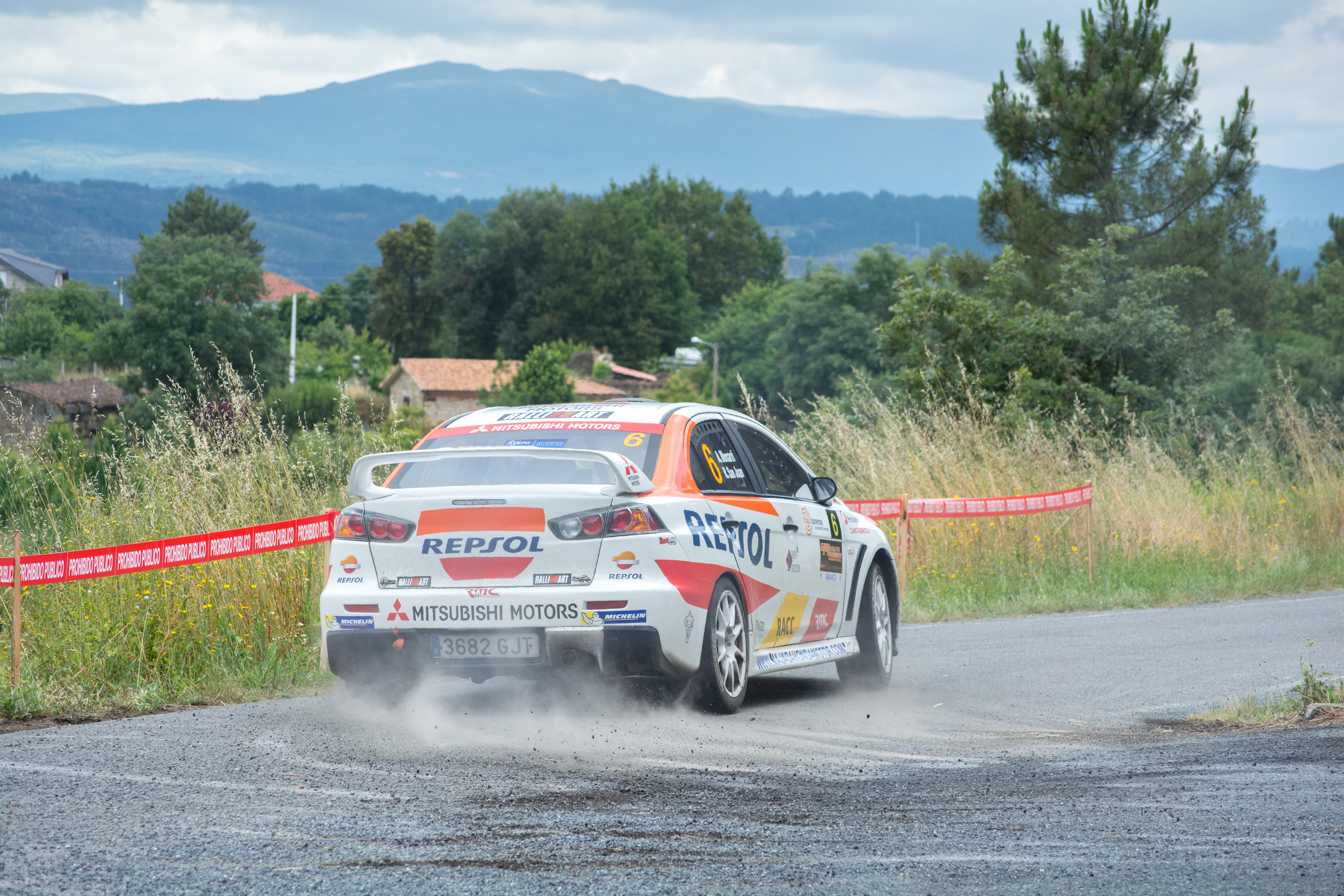
Alberto Monarri y Rodrigo San Juan

| Pos. | Piloto                   | Copiloto          | Automóvil                | Tiempo    | Diferencia |
| ---- | ------------------------ | ----------------- | ------------------------ | --------- | ---------- |
| 1.   | Cristian García Martínez | Rebeca Liso       | Mitsubishi Lancer EVO X  | 2:13:03.2 | +0.0       |
| 2.   | Iván Ares                | José Pintor       | Porsche 997 GT3 CUP 2008 | 2:13:46.1 | +42.9      |
| 3.   | Pedro Burgo              | Marcos Burgo      | Porsche 997 GT3 CUP 2010 | 2:13:53.1 | +49.9      |
| 4.   | Sergio Vallejo           | Diego Vallejo     | Citroën DS3 R5           | 2:14:13.0 | +1:09.8    |
| 5.   | Alberto Monarri          | Rodrigo San Juan  | Mitsubishi Lancer EVO X  | 2:16:54.5 | +3:51.3    |
| 6.   | Adrián Díaz              | Andrea Lamas      | Suzuki Swift S1600       | 2:19:35.6 | +6:32.4    |
| 7.   | Francisco Cima           | Diego Sanjuan     | Renault Clio RS R3T      | 2:21:10.6 | +8:07.4    |
| 8.   | Daniel Marbán            | Víctor Ferrero    | Lotus Exige CUP 260      | 2:21:11.2 | +8:08.0    |
| 9.   | Surhayen Pernia          | Carlos del Barrio | Renault Clio RS R3T      | 2:21:11.8 | +8:08.6    |
| 10.  | Esteban Vallín           | Borja Odriozola   | Opel Adam R2             | 2:21:17.0 | +8:13.8    |

## Trofeos
- Copa Suzuki Swift 2016
- Clío R3T European Trophy 2016
- Dacia Sandero Rallye Cup 2016

A diferencia del año pasado, la Copa Mitsubishi Evo Cup Asfalto, no se celebró.